# 854

## Decese
- Radelgar de Benevento, fiul mai mare al principelui Radelchis I de Benevento, căruia i-a succedat la tronul ducatului de Benevento din 851 (n. ?)